# Ledaspis reticulata
Ledaspis reticulata är en insektsart som först beskrevs av Malenotti 1916.  Ledaspis reticulata ingår i släktet Ledaspis och familjen pansarsköldlöss. Inga underarter finns listade i Catalogue of Life.